# Clara City
Clara City és una població dels Estats Units a l'estat de Minnesota. Segons el cens del 2000 tenia 1.393 habitants.

## Demografia
Segons el cens del 2000, Clara City tenia 1.393 habitants, 591 habitatges, i 372 famílies. La densitat de població era de 281,6 habitants per km².
Dels 591 habitatges en un 25,7% hi vivien nens de menys de 18 anys, en un 55,3% hi vivien parelles casades, en un 5,4% dones solteres, i en un 36,9% no eren unitats familiars. En el 34% dels habitatges hi vivien persones soles el 23,2% de les quals corresponia a persones de 65 anys o més que vivien soles. El nombre mitjà de persones vivint en cada habitatge era de 2,19 i el nombre mitjà de persones que vivien en cada família era de 2,81.
Per edats la població es repartia de la següent manera: un 20,2% tenia menys de 18 anys, un 5,4% entre 18 i 24, un 20,7% entre 25 i 44, un 22% de 45 a 60 i un 31,7% 65 anys o més.
L'edat mediana era de 48 anys. Per cada 100 dones de 18 o més anys hi havia 81,4 homes.
La renda mediana per habitatge era de 34.306 $ i la renda mediana per família de 45.189 $. Els homes tenien una renda mediana de 28.839 $ mentre que les dones 23.304 $. La renda per capita de la població era de 17.639 $. Entorn del 3% de les famílies i el 7,3% de la població estaven per davall del llindar de pobresa.

## Poblacions més properes
El següent diagrama mostra les poblacions més properes.